# GoboLinux
GoboLinux jest modularną dystrybucją systemu GNU/Linux rozpowszechnianą jako wolne oprogramowanie.

## Charakterystyka
Jej nietypowość polega na odmiennej organizacji katalogów na dysku systemowym. Nie korzysta z menedżera paczek, gdyż jest nim sam system plików. Każdy program, wraz ze wszystkimi plikami binarnymi i towarzyszącymi, jak biblioteki, pliki konfiguracyjne i dokumentacja, mieści się we własnym katalogu, a każda wersja – w swoim podkatalogu. Katalog główny zawiera takie podkatalogi, jak Programy, Użytkownicy, System, Pliki itp. Każdy oddzielny program posiada swój katalog w katalogu Programy. W danym katalogu z programem znajdują się pliki wykonywalne (standardowe dystrybucje przechowują te pliki w katalogu /usr/bin), pliki konfiguracyjne (standardowo w /etc) czy pliki bibliotek (standardowo w /usr/lib). Taka organizacja czyni tę dystrybucję niezwykle logicznie uporządkowaną. Ponadto w szybki sposób pozwala nam stwierdzić, jakie programy mamy zainstalowane w systemie. GoboLinux jest w pełni zgodny z oprogramowaniem linuksowym/uniksowym, twórcy zadbali o to, aby zasada działania takiej hierarchii katalogów była niewidoczna dla użytkownika.
System GoboLinux jest rozprowadzany w wersji LiveCD co daje możliwość przetestowania go przed instalacją na twardym dysku.